# Janitor Joe
Janitor Joe – amerykański zespół noiserockowy.

## Historia
Powstał w 1991 w Minneapolis, utworzony przez wokalistę/gitarzystę Joachima Breuera i basistkę/wokalistkę Kristen Pfaff. W 1992 Breuer i Pfaff przy pomocy perkusisty Franky’ego Machine’a nagrali dwa pierwsze single: "H’mong Today, Hung Tomorrow" – wydany przez OXO Records i "Bullethead" – wydany przez Amphetamine Reptile Records. W następnym roku w barwach tej samej wytwórni ukazały się debiutancki album Big Metal Birds (nagrany z Mattem Entsmingerem w składzie), a także dwa kolejne single "Boyfriend" i "Stinker". Kiedy w 1993 roku rozwijająca się scena muzyczna w Minneapolis zaczęła przykuwać szerszą uwagę w USA, muzycy Janitor Joe zagrali trasę nie tylko po kraju, ale również w Europie. Podczas koncertów w Kalifornii Pfaff zetknęła się z Erikiem Erlandsonem i Courtney Love z zespołu Hole, którzy poszukując wówczas basisty złożyli jej propozycję. Pomimo że początkowo odmówiła, niewiele później przeprowadziła się z Minneapolis do Seattle i dołączyła do muzyków Hole, którzy pracowali wtedy nad płytą Live Through This. Janitor Joe kontynuował koncerty oraz prace nad nowym materiałem z basistą Wayne’em Daviesem. W 1994 ukazał się drugi album Lucky. Pfaff, której praca z Courtney Love nie układała się najlepiej, postanowiła wrócić do Janitor Joe (wiosną ponownie wzięła udział w trasie tego zespołu na miejscu Daviesa). Jednak plany powrotu z Seattle do Minneapolis przekreśliła jej nagła śmierć w przeddzień wyjazdu. Po tym fakcie Breuer i Entsminger postanowili rozwiązać zespół. Wspólne granie kontynuowali później w grupie Gnomes of Zurich (z Scottem Hullem).
W Polsce płyty zespołu ukazywały się nakładem niezależnego wydawnictwa Outside. W 1993 roku Janitor Joe w składzie: Breuer – Pfaff – Entsminger zagrał koncerty w Szczecinie i Poznaniu u boku zespołu Hammerhead.

## Muzycy
- Joachim Breuer – śpiew, gitara (1991–1994)
- Kristen Pfaff – gitara basowa, śpiew (1991–1993; 1994)
- Matt Entsminger – perkusja (1992–1994)
- Franky Machine – perkusja (1992)
- Wayne Davies – gitara basowa (1993−1994)

## Dyskografia

### Albumy
- Big Metal Birds (1993)
- Lucky (1994)

### Single
- "H’mong Today, Hung Tomorrow" (1992)
- "Bullethead" (1992)
- "Boyfriend" (1993)
- "Stinker" (1993)

### Kompilacje różnych wykonawców
- Amphetamine Records Sampler 1993 (1993) – utwór: "Boys in Blue"
- 1993 Sampler (1993) – utwór: "Boys in Blue"
- AmRep Motors 1995 Models (1995) – utwór: "Fragile X"